# متیو بارنی
متیو بارنی (انگلیسی: Matthew Barney؛ زادهٔ ۲۵ مارس ۱۹۶۷) یک هنرمند، مجسمه‌ساز، فیلم‌نامه‌نویس، کارگردان فیلم، تهیه‌کننده فیلم، هنرپیشه و تدوین‌گر اهل ایالات متحده آمریکا است.
از فیلم‌ها یا مجموعه‌های تلویزیونی که وی در آن‌ها نقش داشته‌است می‌توان به چرخه کرماستر و غیرممنوعه اشاره نمود.